# San Juan (Intibucá)
San Juan (uit het Spaans: "Sint-Jan") is een gemeente (gemeentecode 1012) in het departement Intibucá in Honduras.
Het dorp ligt in de westelijke hooglanden van Honduras, tussen Gracias en La Esperanza. De gemeente wordt doorkruist door uitlopers van de Cordillera de Opalaca. Dichtbij ligt het Biologisch reservaat Opalaca. Verder zijn er in de buurt watervallen en canyons, en lopen er een aantal beken door de vallei.
Het dorp is in 1747 gesticht door de Spanjaarden. Er staat een oude katholieke kerk, met daarnaast een grote kapokboom. Rondom het dorp wonen veel Lenca-groepen.
De belangrijkste bron van inkomen is de koffieteelt. Er is een coöperatie opgericht om het toerisme te bevorderen. Hierbij zijn gidsen, eethuizen, herbergen en eigenaars van paarden aangesloten. Ook is er een bezoekerscentrum.
Er rijden dagelijks bussen naar Gracias en La Esperanza. Veel toeristen liften echter naar San Juan.

## Bevolking
De bevolking is als volgt verdeeld:
| Vrouwen | 7191 | 50,9% |
| Mannen  | 6947 | 49,1% |

## Dorpen
De gemeente bestaat uit vier dorpen (aldea), waarvan de grootste qua inwoneraantal: San Juan (code 101201) en Peloncitos (101203).